# Podmaniczky Szilárd
Podmaniczky Szilárd (Cegléd, 1963. július 24. –) magyar író, költő, újságíró, tanár, forgatókönyvíró és dramaturg.

## Életpályája
Szülei: Podmaniczki István és Bencsik Mária. Egyetemi tanulmányait a Budapesti Műszaki és Gazdaságtudományi Egyetemen  (akkori nevén Műegyetem, azaz Budapesti Műszaki Egyetem) kezdte meg 1982–1983 között. Ezt követően 1983–1987 között a Szegedi Tanárképző Főiskola matematika–fizika szakán szerzett diplomát. 1987-ben a Ceglédi Művelődési Központban dolgozott. 1988–1989 között Cegléden általános iskolai tanár volt. 1989-1996 között a Délmagyarország című napilap munkatársa. 1996-tól szabad szellemi vállalkozó. 2006-tól könyvkiadót működtet, 2010 őszén elindította a www.librarius.hu kultmagazin weboldalt.

## Művei
- Haggyatok lótuszülésben (kisregények, prózák, 1993)
- Megyek egy kört az alvázon (elbeszélések, 1996)
- Vastag Sapka (tárcanovellák, 1998)
- Képlapok a barlangszájból I–II. (prózák, 1999)
- “...hidraulikus menyasszony..." (összegyűjtött versek 1985-1999, 2000)
- Két kézzel búcsúzik a leopárd (regény, 2001)
- Teljes hasonulás (gyermektörténetek, Csoszó Gabriellával, 2002)
- Feltétlen emberek; Noran, Bp., 2003
- Időntúli hétméteres (regénytrilógia, 2004)
- Gumiharangok (prózakötet, 2005)
- Ahogy a Kisnyúl elképzelte (mesekönyv, 2005)
- Idegpályáim emlékezete. Novellák falusi gyerekkorról; Podmaniczky Művészeti Alapítvány, Szeged, 2006
- Láthatatlan Szeged (2006)
- Lássuk a medvét! (mesekönyv, 2007)
- Hutchinson rugói (regény, 2007)
- A Magritte-vázlatok (2008)
- Feltétlen emberek. Tárcák; Fapadoskonyv.hu, Bp., 2009
- Szép magyar szótár. Történetek A-tól Z-ig; Podmaniczky Művészeti Alapítvány, Szeged, 2009
- Vénusz a Rózsadombon. Kisregény; Fapadoskonyv.hu, Bp., 2009
- Anyák napalmja. Regény; Fapadoskonyv.hu, Bp., 2009
- Balatoni világok (riportgyűjtemény, 2010)
- Döglött kutyával őrzött terület – a férfi (szociografikus monológnovellák, 2010)
- Elfelejtett lények boltja (2011)
- Kisgyerekek emlékiratai (novellák, 2011)
- Balatoni borozó. Történetek, visszaemlékezések a Balatonboglári Borgazdaság felejthetetlen múltjáról; Podmaniczky Művészeti Alapítvány, Balatonboglár, 2012
- Klímadogma. Regény; Podmaniczky Művészeti Alapítvány, Balatonboglár, 2013 (Librarius könyvek)

A "Döglött kutyával őrzött terület" franciául is megjelent (Territoire gardé par un chien crevé – 2013, fordítás: Andréa Bárdos-Féltoronyi) Kantoken kiadónál, mely további könyvek megjelenését is kilátásba helyezte. Farkas Dániel operatőr és Géczy Dávid filmrendező közös munkáikban a Szép magyar szótár című alkotás nanoprózáit gyakran adaptálják, ilyen például a Vér és tűsarok (2012), A győztes (2014) vagy az Magyar Televízió Szép magyar szó-kép-tár című sorozata, amiben többen – további 4 rendező és 3 operatőr – is közreműködtek.

## Filmjei
- Észak – észak (1999)
- Szerelem meg hal (2003)
- Szezon (2004)
- Miraq (2005)
- SzűkenSzépen (2007)
- Örvény (2008)
- Tabló – Minden, ami egy nyomozás mögött van! (2008)
- Lebegés, avagy tíz bagatel (2009)
- Szép magyar szó-kép-tár (2010)
- A hentes zsebrádiója (2010)

## Díjai, kitüntetései
- Szeged művészeti alkotói támogatása (1991, 1997)
- Móricz Zsigmond-ösztöndíj (1992)
- Soros-ösztöndíj (1994, 2001)
- A Nemzeti Kulturális Alap ösztöndíja (1996, 2004, 2006)
- Hajnóczy Péter-ösztöndíj (1999)
- Az Év Könyve-díj (1999)
- Déry Tibor-díj (2001)
- Bárka-díj (2001)
- IRKA-ösztöndíj (2002)
- Pro Literatura-díj (2007)
- József Attila-díj (2008)